# Cronologia da Revolução Francesa
Tabela cronológica de alguns dos principais eventos da Revolução Francesa.
14 de Julho de 1789 - início da Revolução Francesa.

## Antecedentes (1763–1787)

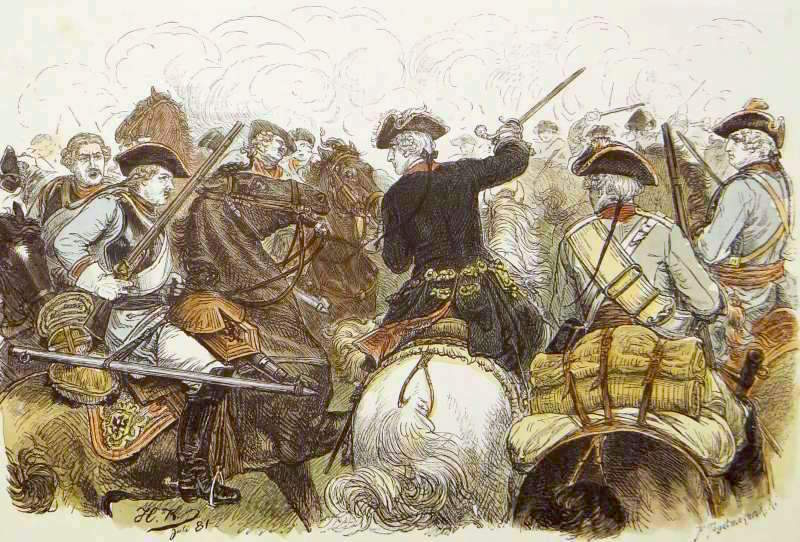
Batalha de Mollwitz (1741).
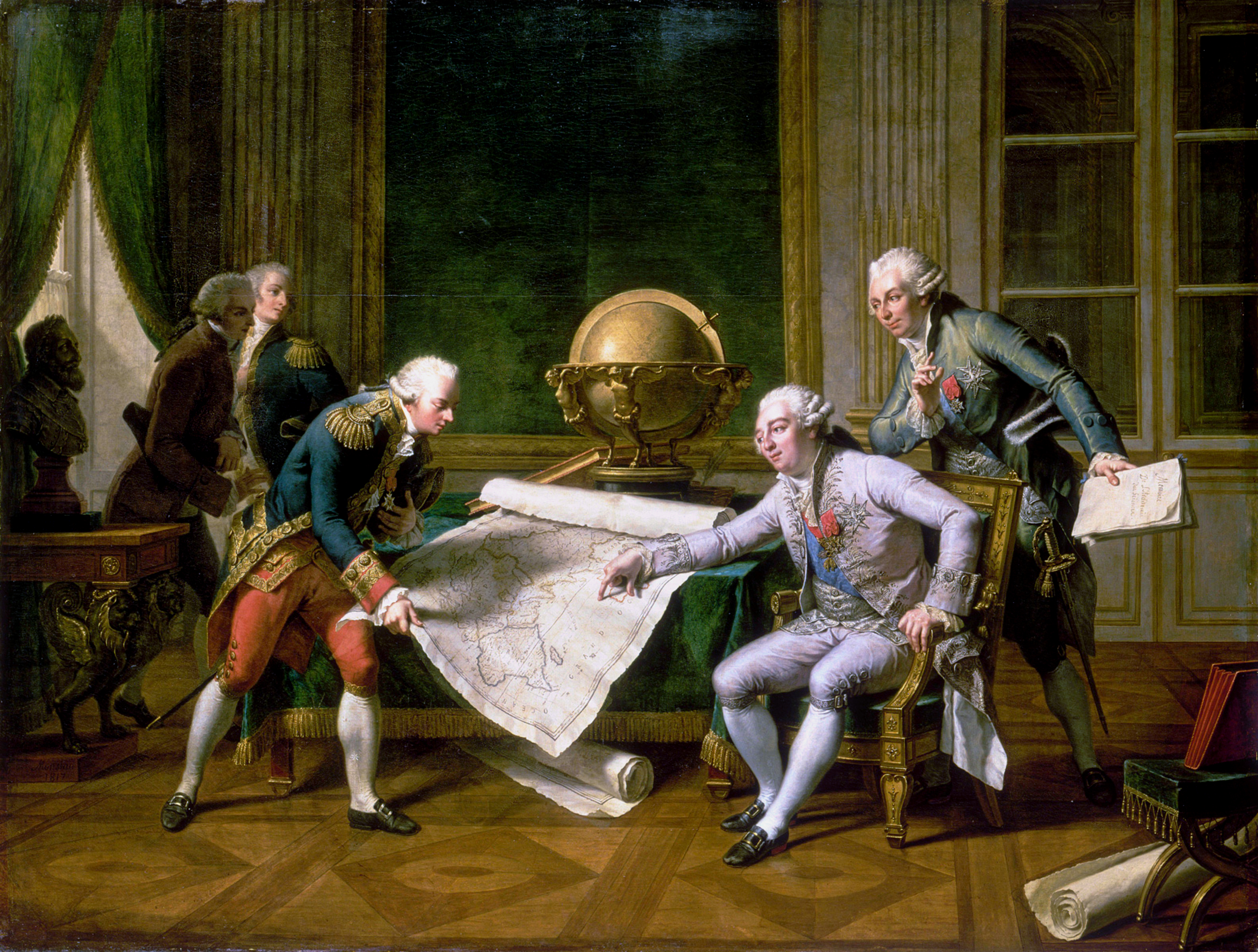
Louis XVI instruindo à La Pérouse, 1785 (Monsiau, 1817).
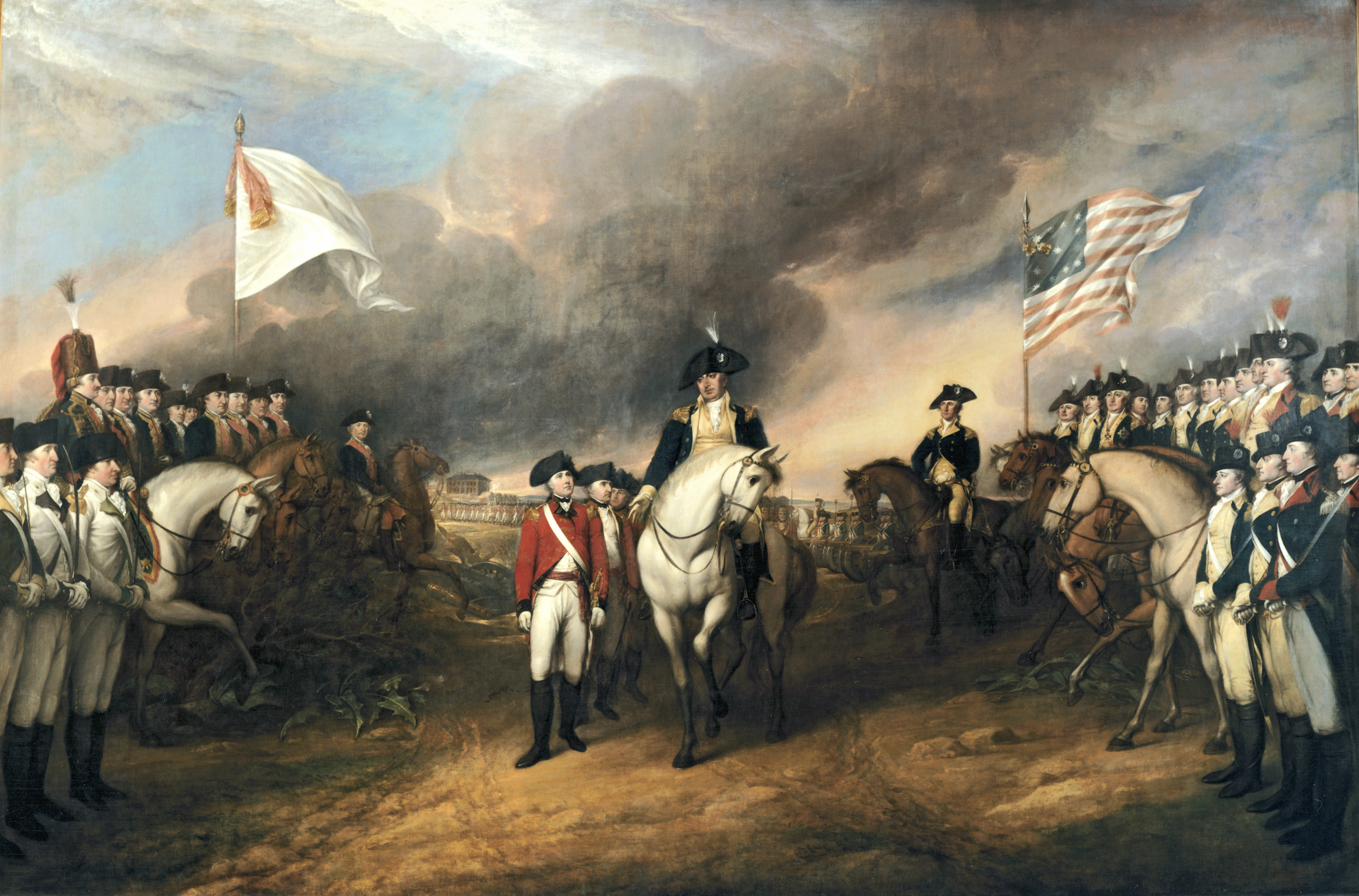
A Rendição de Cornwallis (Trumbull, 1819).

### 1740
- 16 de dezembro: O exército do Reino da Prússia invade definitivamente a Silésia, deflagrando a Guerra de Sucessão Austríaca (1740-1748). O conflito perdura até 1748 levando ao endividamento do Estado francês.

### 1756
- 17 de maio: O Reino da Grã-Bretanha formalmente declara guerra à França iniciando a Guerra dos Sete Anos. O conflito perdura até 1763 e leva ao agravamento da situação financeira do Estado francês.

### 1774
- 11 de junho: Luís XVI é coroado o Rei de França e de Navarra na Catedral de Reims.

### 1776
- 12 de maio: Luís XVI destitui o economista Anne Robert Jacques Turgot dos cargos de Ministro-Chefe e Controlador-Geral de Finanças.

- 4 de julho: O Segundo Congresso Continental emite a Declaração de Independência dos Estados Unidos e inicia a Guerra Revolucionária Americana. O conflito perdura até 1783 com importante auxílio financeiro francês à causa dos colonos estadunidenses.

- 26 de outubro: Benjamin Franklin chega à França para negociar uma aliança estratégica com o Reino de França. Em 1778, Franklin foi oficializado como Embaixador dos Estados Unidos à França.

### 1777
- Um ano de más colheitas vinícolas.

### 1785
- 15 de agosto: O Cardeal de Rohan é preso e conduzido à Bastilha por conspirar contra o monarca no caso do colar de diamantes. A opinião pública passa a apontar o envolvimento de Maria Antonieta.

### 1786
- Luís XVI de França e o Estado francês estão perante a ruína financeira.
- 26 de setembro: O Tratado de Eden é firmado entre França e Grã-Bretanha, permitindo a importação de produtos manufaturados britânicos e levando à falência muitos pequenos industriais e artesãos franceses.

## Fase pré-Revolucionária (1787–1789)

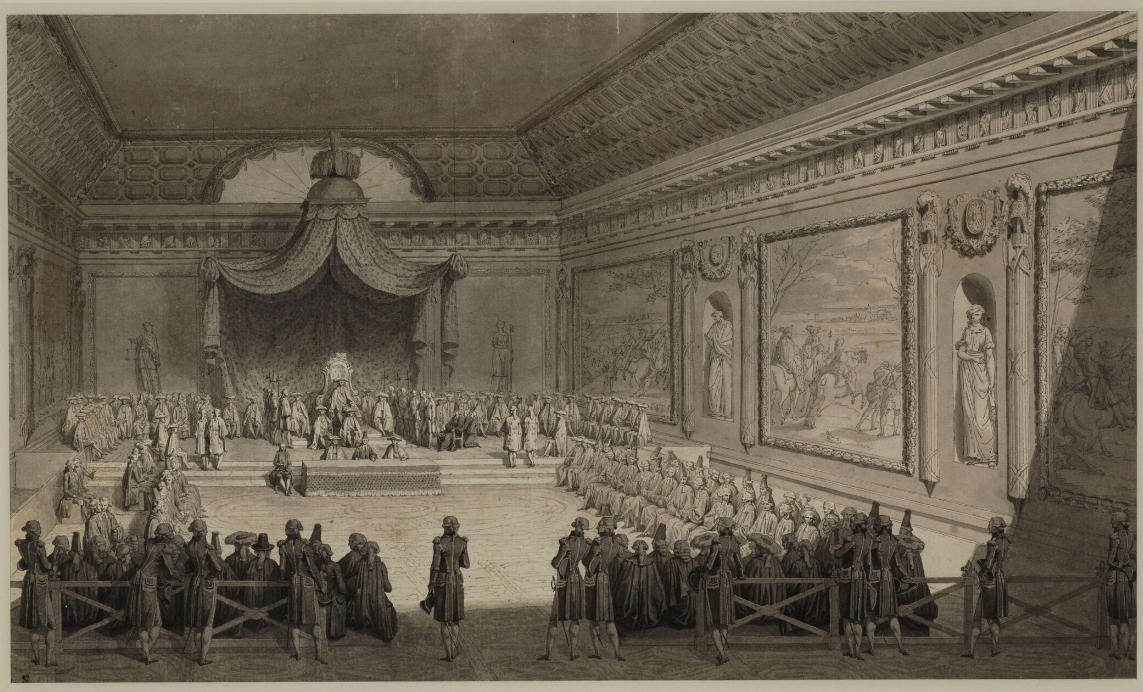
Assembleia dos Notáveis (1787).
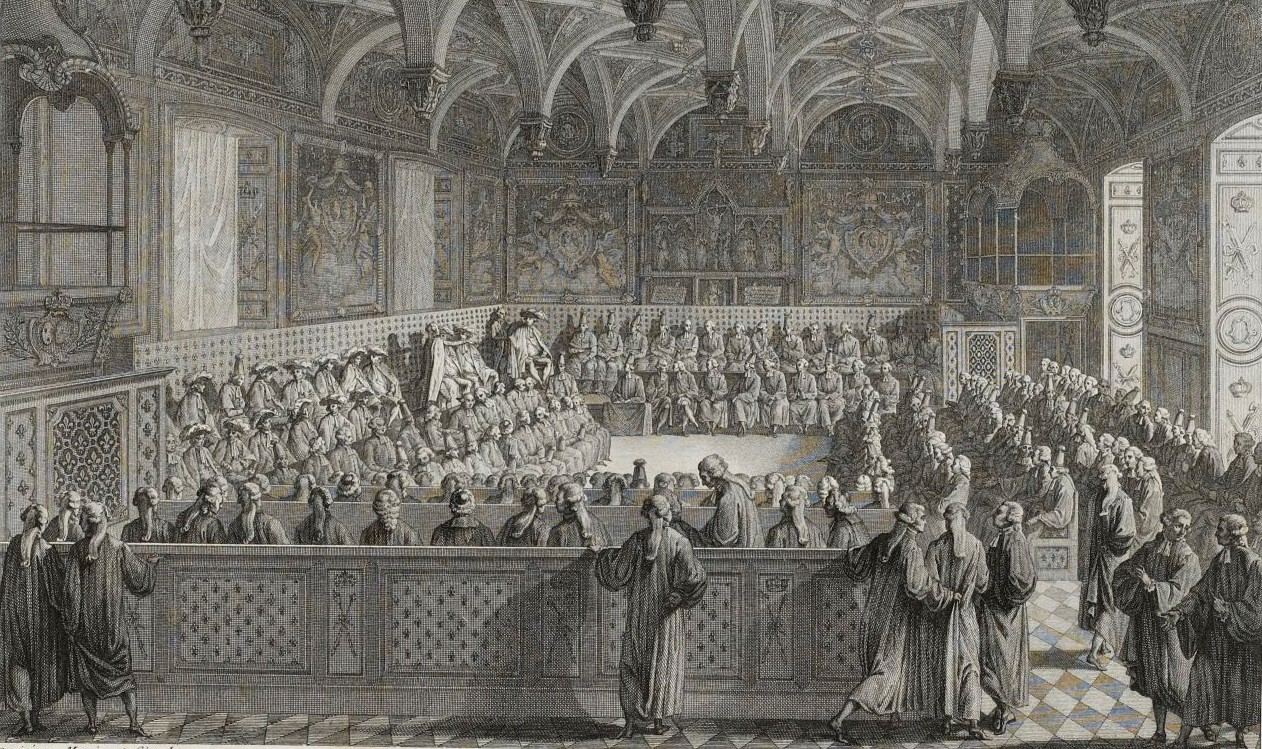
Luís XVI comparece a sessão extraordinária da Assembleia dos Notáveis no Palácio da Justiça, em 1787.
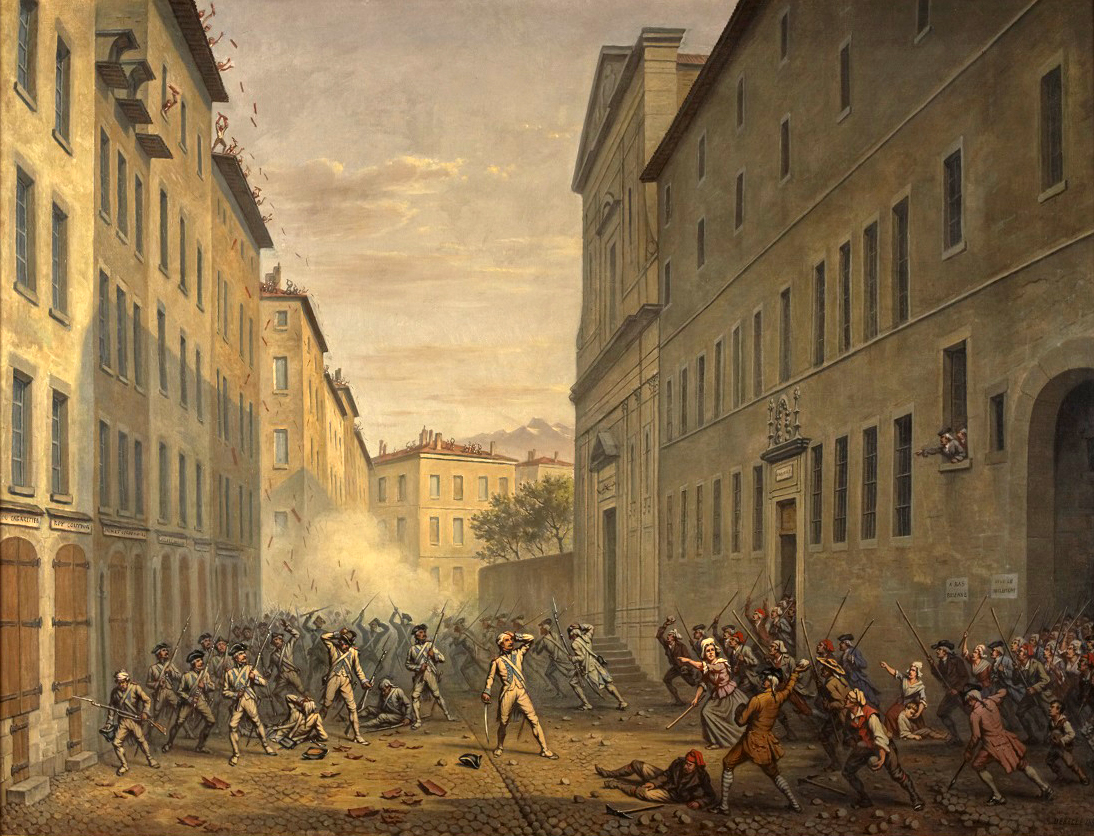
A Jornada das Telhas de 1788 (Debelle, 1889).

### 1787
- 22 de fevereiro: Primeira Assembleia dos Notáveis é convocada por Charles Alexandre de Calonne num contexto de instabilidade financeira do Estado e de renitência geral (entre outros pela aristocracia) contra a imposição de novos impostos e reformas fiscais.
- 1 de maio: Étienne Charles de Loménie de Brienne substitui Calonne como Controlador-Geral das Finanças.
- 25 de maio: Primeira Assembleia dos Notáveis é dissolvida.

### 1788
- Formação do "Clube dos Trinta" contra Necker e o ancien régime, iniciando uma intensa campanha de panfletos e brochuras.
- 8 de Maio: Luís XVI emite o Édito de Lamoignon, abolindo o poder do parlamento no que respeita à revisão dos éditos reais.
- 7 de junho: A população de Grenoble revoltosa ataca soldados reais com componentes de telhados no evento que ficou conhecido como "Jornada das Telhas".
- 8 de agosto: O tesouro francês é declarado oficialmente falido e o Parlamento de Paris recusa a proposta de uma nova reforma fiscal. Loménie de Brienne sugere pela primeira vez a realização da Assembleia dos Estados Gerais.
- 16 de agosto: A Coroa francesa suspende o pagamento de dívidas e contas públicas.
- 25 de agosto: Brienne renuncia ao cargo de Ministro das Finanças e é substituído pelo economista suíço Jacques Necker. Os Estados Gerais concordam em emitir novo empréstimo à Coroa francesa.
- 27 de dezembro: Sob forte oposição, Necker anuncia que representantes do Terceiro estado poderão tomar assento juntos aos nobres e clérigos nos Estados Gerais.

## Estados Gerais e Assembleia Constituinte (1789–1791)

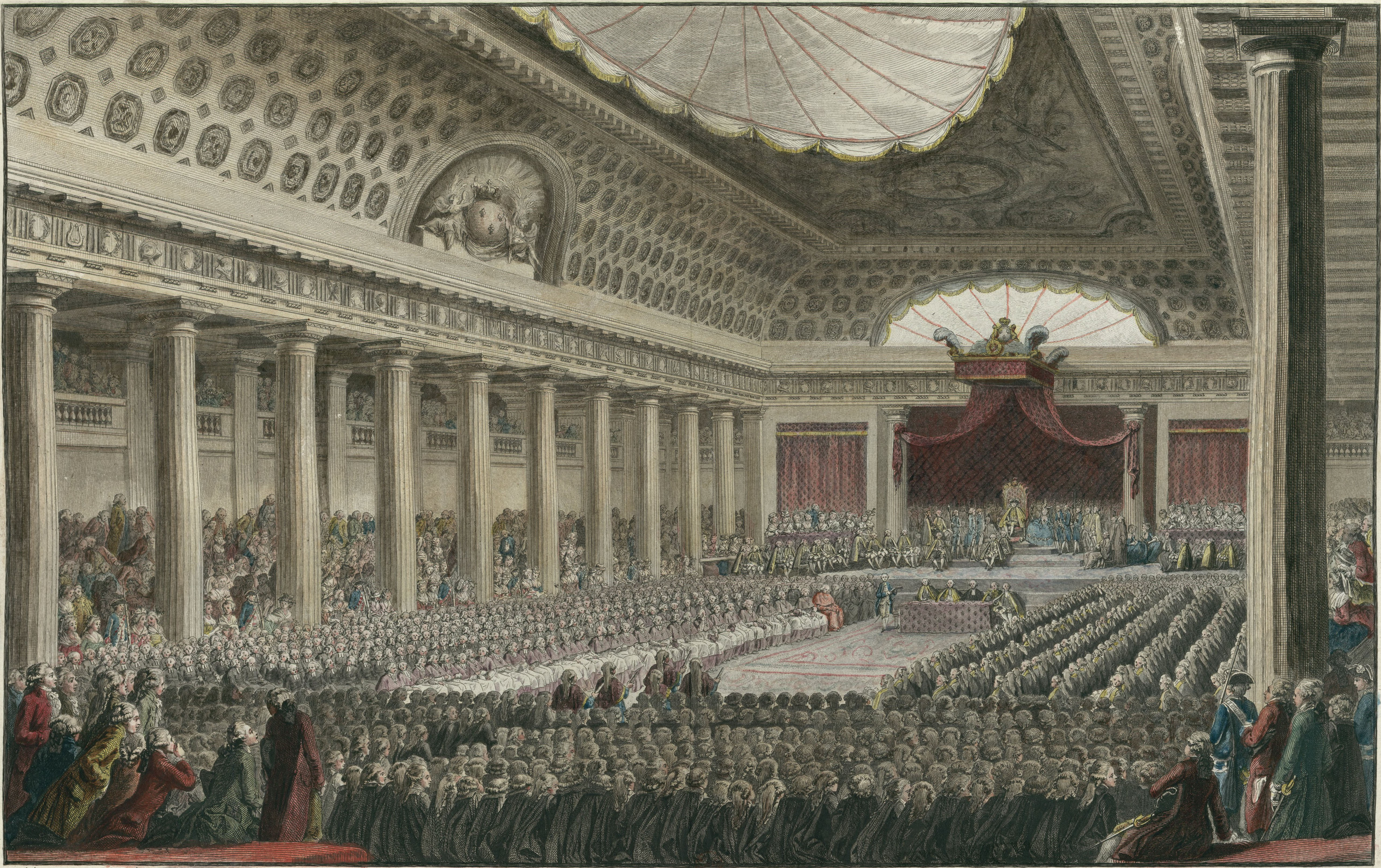
Luís XVI preside a sessão inaugural da Assembleia dos Estados Gerais, em maio de 1789.
A Queda da Bastilha (Houël, 1789).
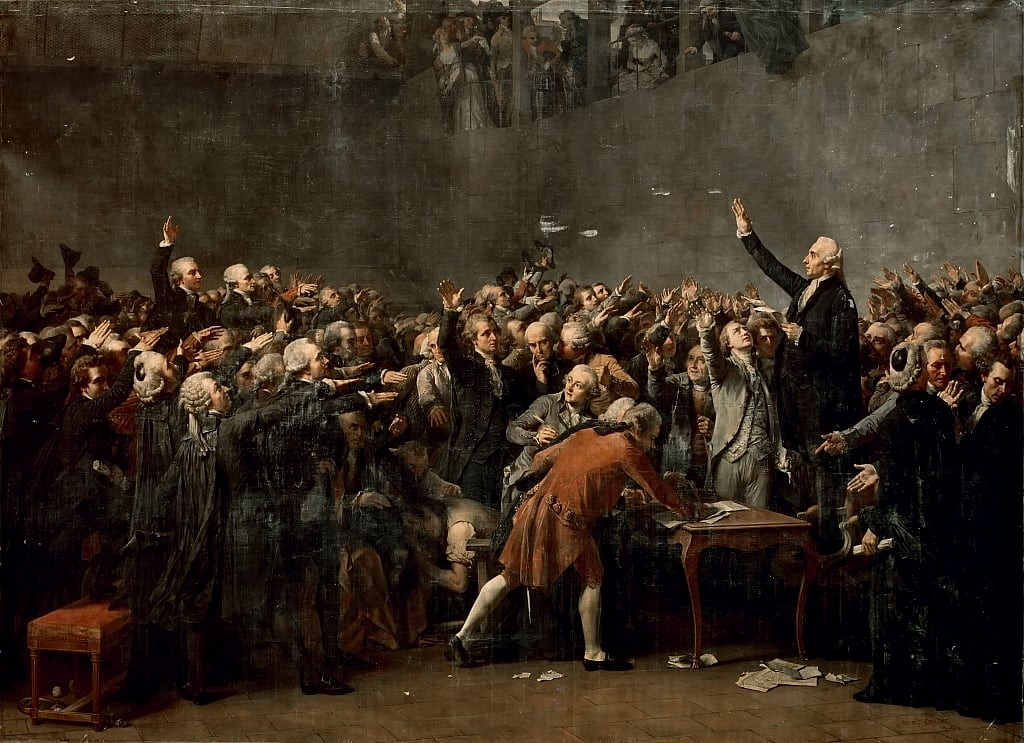
O Juramento do Jogo da Péla (Couder, 1848).

### 1789
- 24 de janeiro: A instabilidade geral, ocasionada pelas condições económicas, converge para a convocação dos Estados Gerais pela primeira vez desde 1614.
- 5 de maio: Abertura da reunião dos Estados Gerais no Palácio de Versalhes.
- 17 de junho: O Terceiro Estado proclama-se "Assembleia Nacional", deflagrando o início da Revolução em aspectos políticos.
- 24 de junho: Luís Filipe II, Duque d'Orleães, liderando um grupo de 47 nobres, junta-se aos revoltosos da Assembleia Nacional.
- 28 de junho: O rei Luís XVI aceita a demissão de Necker, seu ministro das finanças.
- 9 de julho: A Assembleia Nacional proclama-se "Assembleia Nacional Constituinte" com a finalidade de elaborar uma nova carta constitucional.
- 12 de julho: A população revoltosa inicia diversos motins nas ruas de Paris, a notória "jornada sinistra".
- 14 de julho: Na Jornada da Bastilha, uma multidão de manifestantes invade e assume o controle da Bastilha e o Marquês de Launay ordena a rendição de suas tropas após horas de cerco. Launay e Jacques de Flesselles são mortos pelos manifestantes, tornando-se dois dos primeiros membros da aristocracia francesa mortos pelos revolucionários.
- 15 de julho: Durante o "Grande Medo", a população campesina toma ciência das revoltas de Paris e iniciam uma onda de pilhagens de igrejas e monastérios, queimas de colheitas e invasões de propriedades aristocráticas. O matemático Jean Sylvain Bailly é nomeado Prefeito de Paris enquanto La Fayette assume o comando da recém-formada Guarda Nacional.
- 16 de julho: Luís XVI reinstala Necker como Ministro das Finanças e retira as tropas reais das ruas centrais de Paris. Os revolucionários reunidos em assembleia votam pela destruição total da Bastilha.
- 17 de julho: Luís XVI visita Paris, sendo recebido por Bailly e La Fayette no Hôtel de Ville. A primeira onda de émigrés, liderada pelo Conde de Artois e Luís V, Príncipe de Condé, deixa a França em busca refúgio em nações vizinhas.
- 18 de julho: Camille Desmoulins dá início à publicação de La France libre, exigindo reformas mais radicais e defendendo a violência como forma de manifestação.
- 28 de julho: A Assembleia Nacional institui um comité de investigação de "complots" aristocráticos.
- 4 de agosto: Sob proposta do Visconde de Noailles e do Duque de Aiguillon, a Assembleia Nacional suprime todos os privilégios das comunidades e das pessoas, as imunidades provinciais e municipais, as banalidades, e os direitos feudais (ver: Noite de 4 de Agosto).
- 26 de agosto - "Declaração dos direitos do Homem e do Cidadão".
- 10 de setembro: Derrota dos monárquicos - afirmação da Câmara Única e rejeição do Veto Suspensivo do Rei.
- 1 de outubro: Durante um banquete em Versalhes, soldados da Guarda Real portaram uma cocarda de cor branca. Rapidamente chega a Paris a falsa notícia de que os guardas haviam pisoteado a cocarda tricolor, causando forte indignação.
- 5 de outubro: O jornal L'Ami du peuple, de Jean-Paul Marat, exige uma marcha até Versalhes em protesto ao suposto incidente com a cocarda tricolor. Milhares de mulheres participam da Marcha sobre Versalhes acompanhadas pela Guarda Nacional sob o comando de La Fayette.
- 6 de outubro: A família real francesa é forçada a deixar o Palácio de Versalhes e é escoltada por La Fayette e a Guarda Real até o Palácio das Tulherias.
- 10 de outubro: : A Assembleia Nacional modifica o título real de "Rei de França e Navarra" para "Rei dos Franceses". O médico e revolucionário Joseph-Ignace Guillotin apresenta um invento capaz de conduzir as execuções políticas de forma mais sumária, a guilhotina.
- 12 de outubro: Luís XVI escreve secretamente a Carlos IV de Espanha sobre suas condições de vida após o início da revolução. O Conde de Artois escreve secretamente para José II do Sacro Império Romano-Germânico, solicitando uma intervenção militar na França.
- 2 de novembro: Nacionalização dos bens de rendimento da Igreja Católica para garantia dos assignats.

### 1790
- 17 de abril: Início da organização, sob inspiração de Marat e Danton de "Les Cordeliers", que viriam a ser muito reprimidos por La Fayette em julho de 1791.
- 19 de abril: O Estado nacionaliza e passa a administrar todos os bens da Igreja Católica.
- 22 de maio: A Assembleia Nacional emite os decretos de aplicação da abolição dos direitos feudais; dando início ao assalto e destruição dos arquivos notariais e senhoriais.
- 19 de junho: A Assembleia Nacional suspende oficialmente os títulos de nobreza, ordens de cavalaria e direitos legais de herança da nobreza.
- 12 de julho: Através da aprovação da Constituição Civil do Clero, a Assembleia Nacional anula a Concordata de Bolonha e integra os sacerdotes católicos como funcionários do Estado francês.[1]
- 27 de Novembro: Sob proposta do protestante Antoine Barnave, a Assembleia Nacional decide que todos os eclesiásticos católicos que se mantivessem em funções teriam que jurar lealdade à Constituição Civil do Clero.

## Fuga de Varennes e Assembleia Legislativa

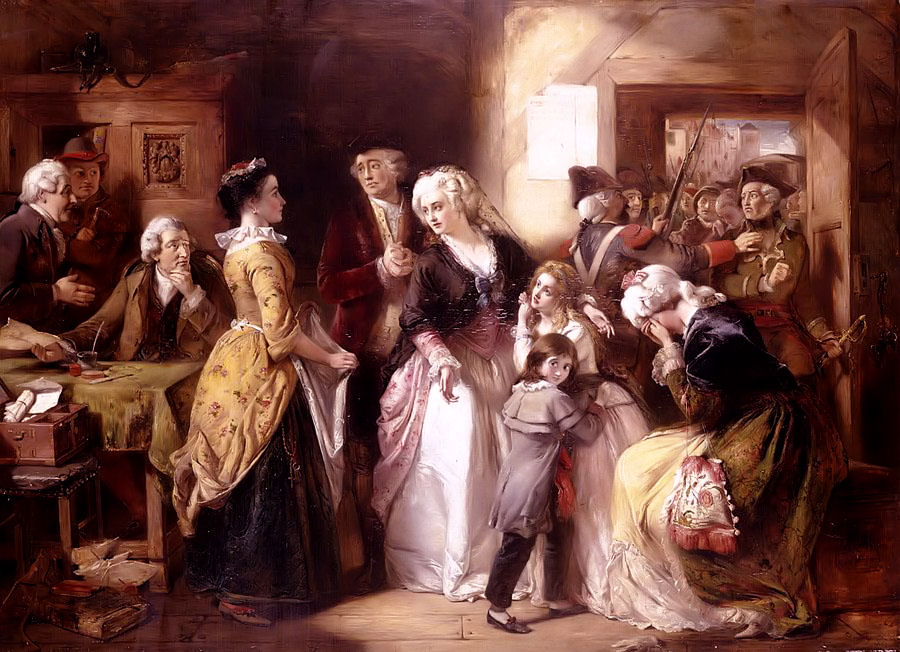
Luís XVI e sua família são reconhecidos em Varennes, em 1791.
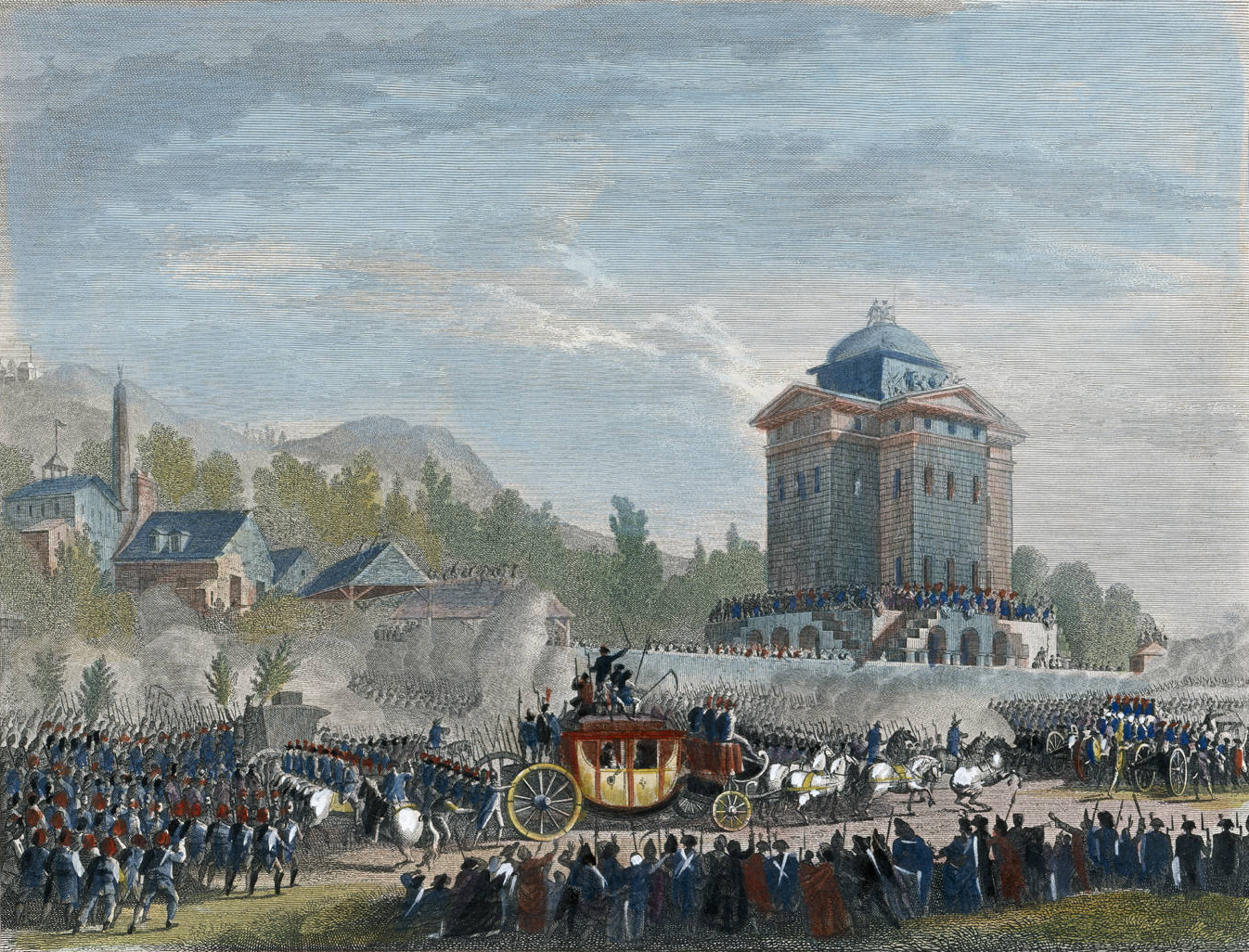
A família real francesa é escoltada de volta ao Palácio das Tulherias, em 1791.
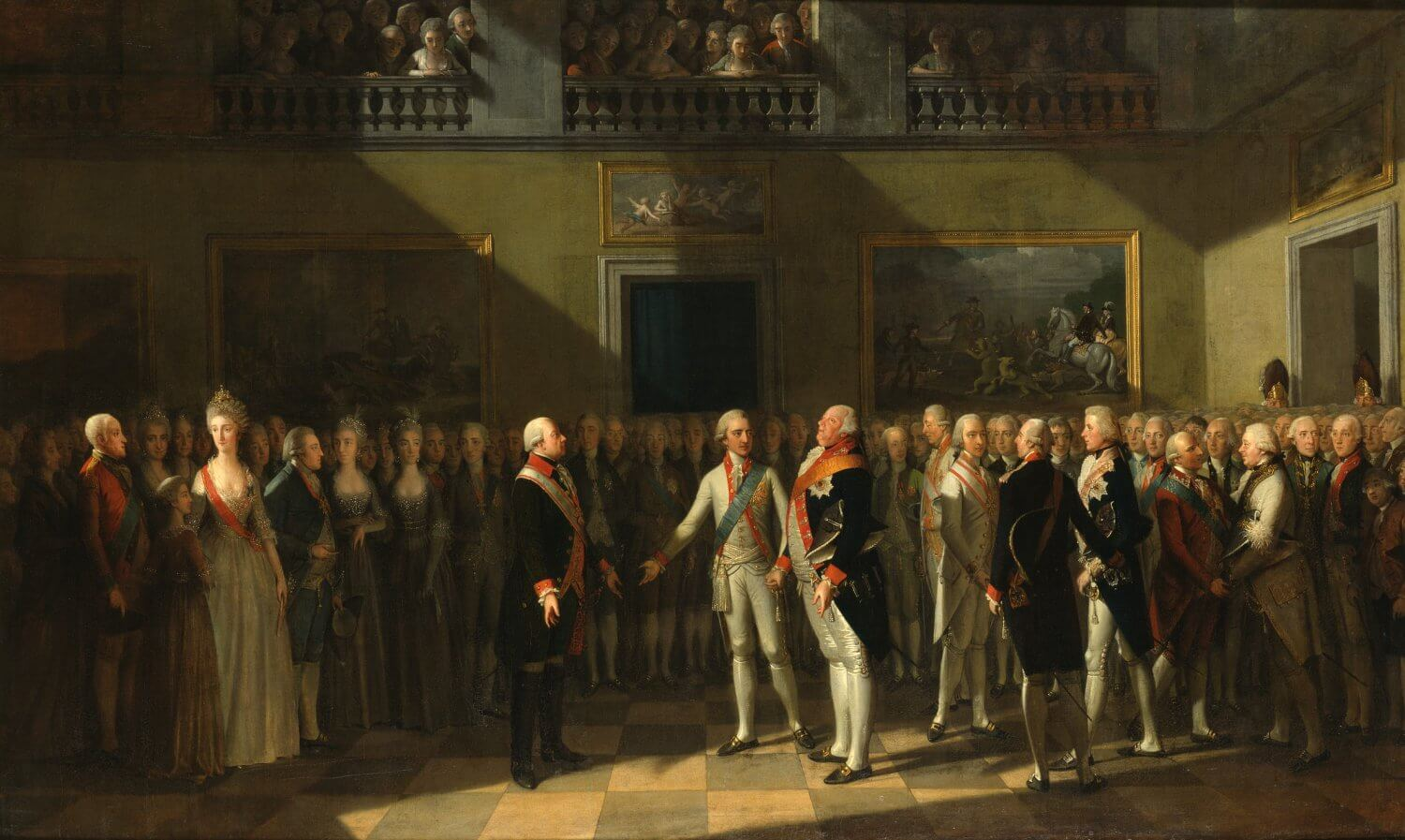
Conferência de Pillnitz, em agosto de 1791.

### 1791
- 22 de maio: Lei que anula o direito de Petição coletiva.
- 14 de junho: Lei de Le Chapelier proíbe os sindicatos dos trabalhadores e as greves, sob a ameaça de morte.
- 20-21 de junho: Durante a Fuga de Varennes, Luís XVI e Maria Antonieta e sua família são detidos em Varennes-en-Argonne durante uma tentativa de fugir para a Áustria. O evento muda drasticamente a relação entre o monarca e os revolucionários.
- 22 de junho: A família real é reconhecida por habitantes de Varennes-en-Argonne e deportada de volta para Paris.
- 25 de junho: A Assembleia Nacional suspende as atividades oficiais de Luís XVI como chefe de Estado.
- 5 de julho: O Imperador Leopoldo II emite a carta diplomática Padua Circular, conclamando os demais soberanos europeus a intervir em favor de Luís XVI.
- 17 de julho: Quase uma centena de pessoas são mortas no Massacre do Campo de Marte, quando tropas sob o comando militar de Lafayette tentaram conter de forma truculenta uma manifestação organizada pelos jacobinos e cordeliers.
- 27 de agosto: A Declaração de Pillnitz manifesta a oposição do Imperador Leopoldo II e do Rei Frederico Guilherme II à destituição de poderes de Luís XVI. A emissão desta declaração é vista com forte desconfiança pelos líderes revolucionários.
- 3 de setembro: Assembleia Nacional aprova a Constituição Francesa de 1791, estabelecendo o Estado francês como uma monarquia constitucional alicerçada na soberania popular.
- 1 de outubro: Reunião da Assembleia Nacional Legislativa
- 9 de novembro: A Assembleia Nacional intima o retorno de todos os émigrés sob a ameaça de morte e confisco de propriedades.
- 11 de novembro: Luís XVI veta a deliberação da Assembleia sobre os emigrés, mas ordena que membros de sua família retornem ao país.

## Convenção Nacional, início dasGuerras RevolucionáriaseReino do Terror(1792–1795)

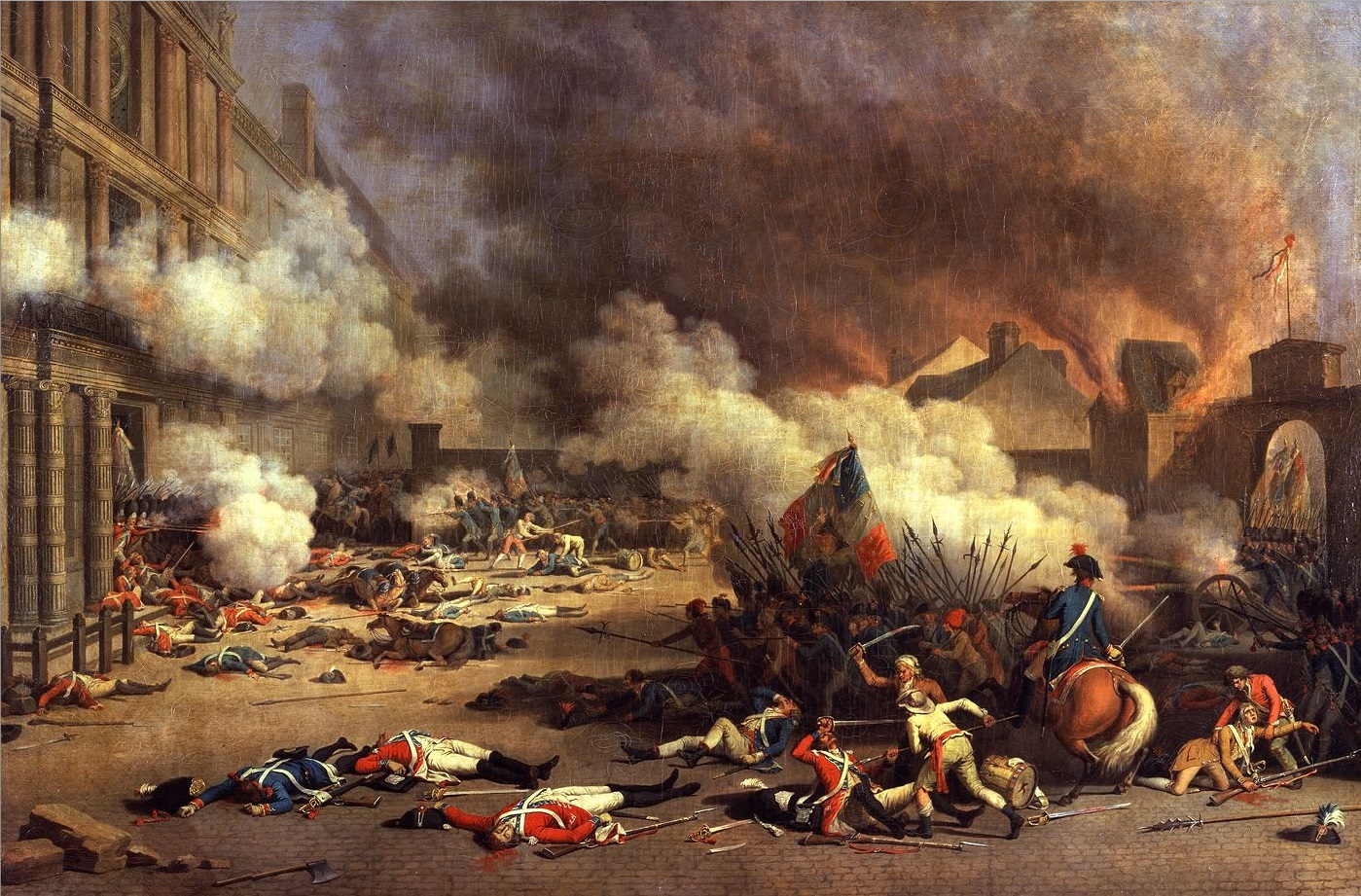
Captura do Palácio das Tulherias em 10 de agosto de 1792, Bertaux (1793).
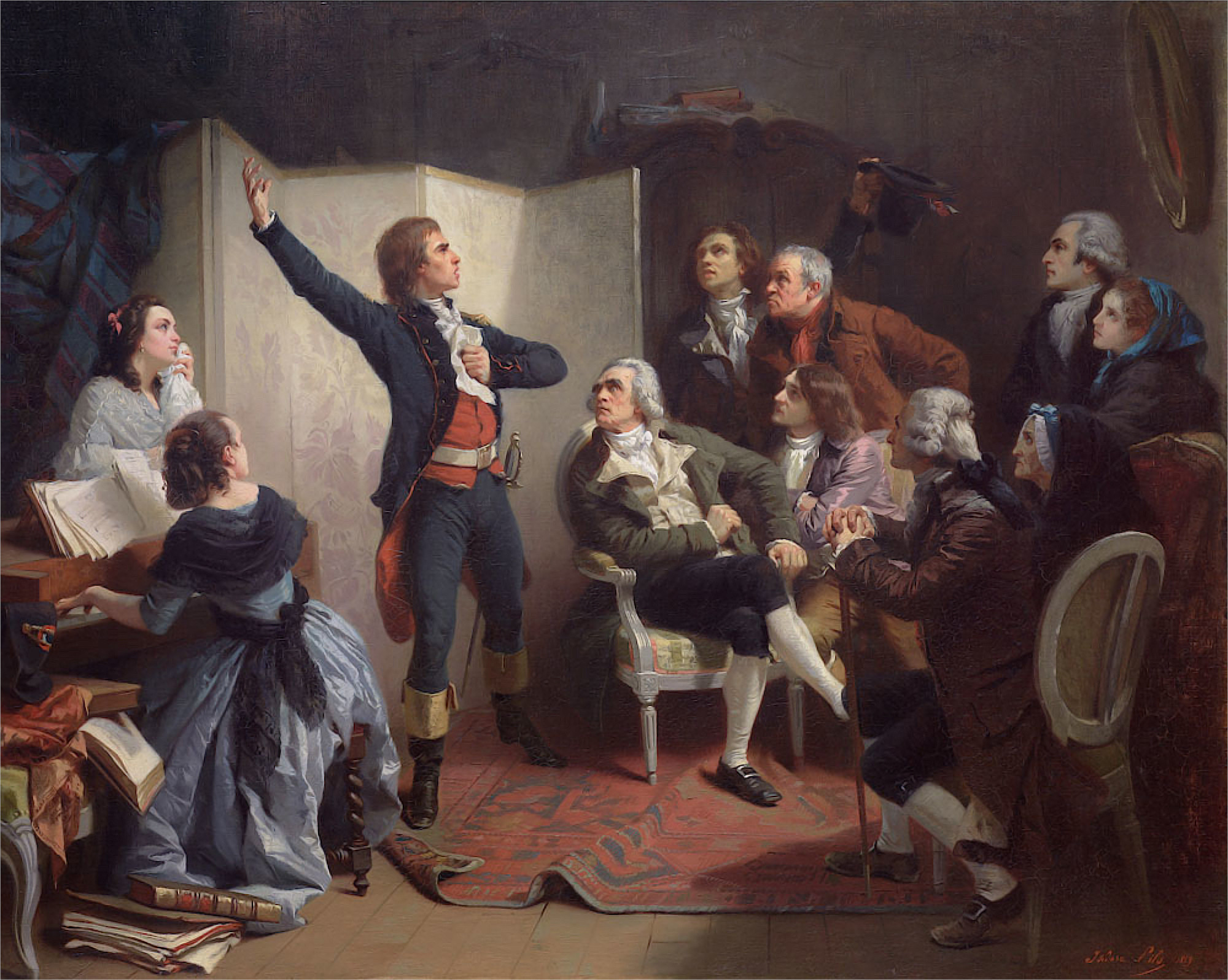
Rouget de Lisle canta pela primeira vez A Marselhesa, Pils (1849).
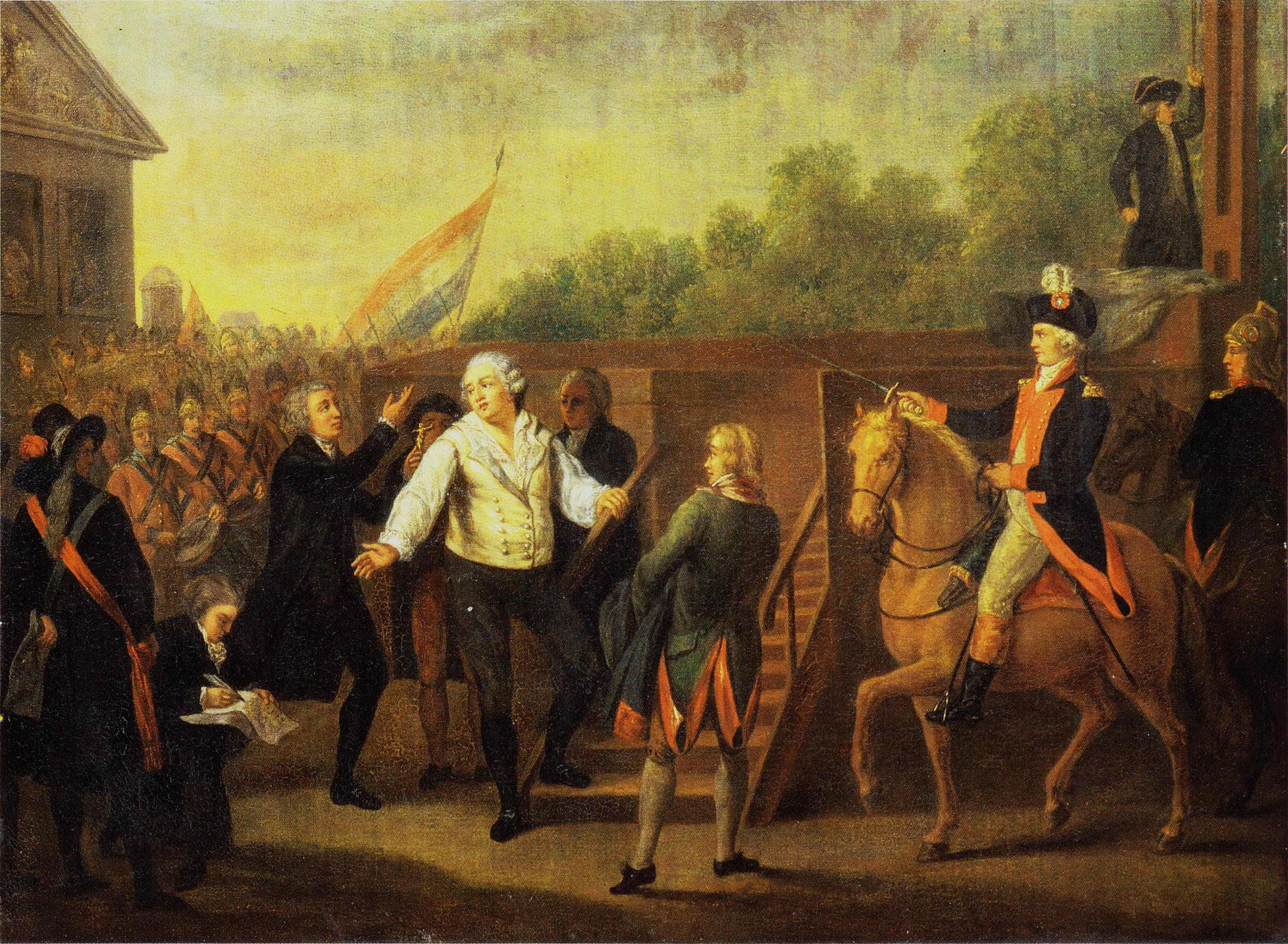
Luís XVI e o Abade Edgeworth aos pés do cadafalso, Benazech (1793).

### 1792
- 23 de janeiro: Insurreição de escravizados haitianos contra o domínio colonial francês causa escassez de alimentos na França, resultando em diversas manifestações pela população faminta.
- Janeiro - Março: Desacatos por fome em Paris.
- 7 de fevereiro: Sacro Império Romano-Germânico e Reino da Prússia constituem uma aliança militar para eventualmente intervir no processo revolucionário francês.
- 9 de fevereiro: Assembleia Nacional vota pelo confisco dos bens e propriedades dos émigrés.
- 23 de fevereiro: População de Béthune entra em conflito direto com as tropas revolucionárias diante de uma manifestação contra a escassez de alimentos.
- 7 de março: Carlos Guilherme, Duque de Brunsvique-Volfembutel é instituído comandante das tropas austro-prussianas contra a França.
- 4 de abril A Assembleia Nacional aprova a concessão de igualdade de direitos para homens negros no Haiti.
- 20 de abril: A Assembleia Nacional declara guerra contra Francisco I da Áustria e todos os seus demais domínios.
- 28 de abril: Exércitos sob comando do Conde de Rochambeau invadem os Países Baixos Austríacos, iniciando a fase de conflitos das Guerras Revolucionárias Francesas.
- 6 de maio: O Real Regimento Germânico de Cavalaria (Régiment de Royal-Allemand cavalerie), composto por mecernários germânicos, deserda o exército revolucionário francês e alia-se à Coligação Austríaca.
- 27 de maio: Assembleia Nacional determina o exílio de clérigos católicos romanos que não juraram a Constituição Civil do Clero.
- 11 de junho: Luís XVI veta as medidas que determinavam o exílio de clérigos católicos conservadores e a criação de um novo exército em Paris.
- 20 de junho: Louis Pierre Manuel e Georges Danton estabelecem uma organização secreta revolucionária com apoio dos líderes da Comuna de Paris.
- 20 de junho: Um grupo revoltoso de sans-culottes marcha até o Palácio das Tulherias e faz refém Luís XVI e Maria Antonieta, exigindo que ambos demonstrem simpatia pela Revolução.
- 21 de junho: Assembleia Nacional veta aglomerações de cidadãos armados dentro dos limites de Paris.
- 28 de junho: La Fayette se pronuncia diante da Assembleia Nacional, denunciando as ações dos Jacobinos e outros grupos radicais revolucionários. La Fayette propõe organizar uma revista às tropas da Guarda Nacional, sendo censurado e vetado pelo Prefeito de Paris, Jérôme Pétion de Villeneuve.
- 30 de junho: La Fayette deixa Paris e retorna ao comando de suas tropas. Robespierre inicia uma campanha contra La Fayette no Palais-Royal.
- 9 de agosto: Georges Danton, um procurador de justiça parisiense, e seu grupo de Cordeliers assumem o controle de Paris e estabelecem o governo da Comuna Parisiense. Danton estabelece-se no Hôtel de Ville e busca o reconhecimento da Assembleia Nacional.
- 10 de agosto: A Guarda Nacional insurreta e os fédérés de Marselha atacam o Palácio das Tulherias, rendendo Luís XIV e sua família. A família real francesa busca refúgio sem sucesso na Assembleia Nacional, que suspende provisoriamente os poderes políticos do monarca e ordena a eleição de um novo governo nacional.
- 11 de agosto: A Assembleia Nacional aprova a eleição de um novo governo executivo e Georges Danton assume o cargo de Ministro da Justiça.
- 13 de agosto: Luís XVI, Maria Antonieta e a família real são aprisionados na Torre do Templo.
- 17 de agosto: Sob a exigência de Robespierre e da Comuna de Paris, que ameaçam constantemente a formação de um novo governo revolucionário, a Assembleia aprova a criação de um Tribunal Revolucionário e a convocação da Convenção Nacional para substituir a própria Assembleia.
- 19 de agosto: La Fayette abandona o comando do exército revolucionário e parte para o exílio na Áustria. Tropas sob o comando do Duque de Brunsvique cruzam as fronteiras norte e oeste da França.
- 22 de agosto: Revoltas monárquicas em Bretanha, Vendeia e Delfinado.
- 2 de setembro-7 de setembro: Após as notícias da rendição de Verdun, a Comuna ordena o massacre de milhares de prisioneiros em Paris. Aproximadamente de 1,400 a 2,000 prisioneiros são massacrados pelos fédérés e sans-culottes, incluindo uma vasta maioria de prisioneiros comuns.
- 20 de setembro: Batalha de Valmy.
- 20 de setembro: A Convenção Nacional realiza sua primeira sessão a portas fechadas no Palácio das Tulherias. Os deputados Jacobinos tomam assento nas arquibancadas do plenário e recebem a alcunha de Montagnards ("montanhosos"). A Convenção vota unânime pela abolição da monarquia.
- 21 de setembro: promulgada a nova Constituição.
- 22 de setembro: A Convenção Nacional estabelece formalmente a Primeira República Francesa.
- 10 de outubro: Os termos monsieur e madame são banidos por decreto, para ser substituídos por citoyen e citoyenne.
- 20 de novembro: Revolucionários descobrem o "armário de ferro" no Palácio das Tulherias, onde Luís XVI mantinha suas correspondências secretas com lideranças realistas e monarcas estrangeiros.
- 11 de dezembro: Tem início o julgamento de Luis XVI pela Convenção.

### 1793
- 21 de janeiro: Execução do Rei Luís XVI.
- 1 de fevereiro: Declarada a Guerra com a Inglaterra, Holanda e Espanha.
- 14 de fevereiro: A França anexa o Mónaco.
- Março: revolta monárquica da Vendeia.
- 10 de março: Estabelecimento do Tribunal Revolucionário.
- 6 de abril: O poder é concentrado no Comitê de Salvação Pública e no Comité de Segurança Geral.
- 2 de junho: 31 deputados Girondinos são presos.
- 12 de julho Revolta monarquista em Toulon.
- 13 de julho: Assassinato de Jean-Paul Marat por uma jovem girondina.
- 27 de julho: Robespierre torna-se membro do Comitê de Salvação Pública.
- 23 de agosto: Imposto sobre toda a população masculina, o Levée en masse.
- 17 de setembro: É aprovada a Lei do Maximum Général: um extenso programa de controlo de salários e de preços ; e a Lei dos suspeitos.
- 9 de outubro: Lyon é retomada aos monárquicos por republicanos.
- 16 de outubro: Execução da Rainha Maria Antonieta.
- 31 de outubro: Execução de líderes Girondinos.
- 10 de novembro: Abolição do culto de Deus: Culto da Razão.
- Dezembro: Retirada dos aliados do outro lado do rio Reno.
- 8 de dezembro : Madame Du Barry foi executada.
- 19 de dezembro: Os ingleses evacuam Toulon.
- 23 de dezembro: Batalha de Savenay esmaga a revolta monárquica em La Vendée.

### 1794
- 19 de janeiro: Os ingleses desembarcam na Córsega.
- 4 de fevereiro: Abolição da escravatura nas colónias.
- 24 de março: Execução dos Hébertistas.
- 2 de abril: Julgamento de Danton tem início.
- 6 de abril: Execução dos Dantonistas.
- 8 de junho: Festival do Ser Supremo.
- 10 de junho: Lei de 22 de Prairial, também conhecida como "loi de la Grande Terreur".
- 26 de junho: Batalha de Fleurus (1794) (Vitória francesa na Bélgica).
- 2 de julho a 13 de julho: Batalha de Vosges (vitória francesa no rio Reno).
- 27 de julho: Queda de Maximilien de Robespierre (9 Thermidor).
- 24 de dezembro: Anulação do maximum.

### 1795
- 5 de março: Tratado de Basileia (A Prússia retira-se da Guerra).
- 1 de abril: Desacatos pelo pão em Paris.
- 8 de junho: Morte do delfim (Luís XVII da França).
- 22 de agosto: Constituição de 1795.

## Diretório(1795–1799)

### 1797
- 18 de abril: Paz preliminar de Leoben.
- 8 de julho: República Cisalpina estabelecida.
- 4 de setembro: Coup d'Etat em Paris (Republicanos contra Reacionários).
- 17 de outubro: Tratado de Campoformio.

### 1798
- Fevereiro: República Romana é proclamada.
- Abril: República de Helvetia é proclamada.
- 21 de julho: Batalha das Pirâmides.
- 1 de agosto: Batalha do Nilo.
- 24 de dezembro: Aliança entre Rússia e Inglaterra.

### 1799
- 17 de junho a 20 de junho: Batalha de Trebbia (Alexander Suvorov vence os Franceses).
- 24 de agosto: Napoleão deixa o Egito.
- 22 de outubro: Rússia deixa a coalizão.

## Início da Era Napoleônica
Não há uma data precisa para o início da Era Napoleônica. O Golpe do 18 do Brumário dissolveu o Diretório; A Constituição, seis semanas depois, dissolveu-o formalmente.
- 9 de novembro – O golpe de Estado do 18 Brumário: Fim do Diretório.

- 24 de dezembro – Constituição do Ano VIII: Ditadura de Napoleão estabelecida sobre a forma do Consulado.

- 1799 - 1804 – Consulado.

- 1805 – Napoleão é derrotado na Batalha de Trafalgar contra a Inglaterra.

- 1806 – Decreto de Berlim (Bloqueio Continental).

- 1804 - 1815 – Império.

- 1807-1809 – Invasões Napoleônicas na Espanha e em Portugal por recusarem a aderir o Bloqueio Continental.

- 1807 – Dom João VI decide transferir a corte ao Brasil após a invasão francesa a Portugal.

- 1812 – O Czar russo, Alexandre I recusa-se a seguir com o Bloqueio em seu país.

- 1812 – Início da Campanha da Rússia.

- 1812 – Derrota na Campanha da Rússia.

- 1814 – Exílio na ilha de Elba.
- 1814 - 1815 – Congresso de Viena é realizado pelas grandes potências europeias que venceram Napoleão.

- 1815 – Governo dos Cem Dias.

- 1815 – Derrota definitiva de Napoleão na batalha de Waterloo e exílio para a ilha de Santa Helena.